# Hermann Böhm (Rennfahrer)
Hermann Böhm (* 14. Mai 1916 in Nürnberg; † 22. Februar 1983 ebenda) war ein deutscher Motorradrennfahrer.

## Karriere
Böhm begann seine motorsportliche Laufbahn 1934 als Beifahrer im NSU-Gespann von Hans Schumann. Zu den Erfolgen dieses Jahres gehörte der erste Platz in der Seitenwagenklasse bis 600 cm³ beim Eifelrennen auf dem Nürburgring. Ab 1936 startete er als Fahrer von Beiwagenmaschinen, bis 1938 Rennen mit Gespannen wegen schwerer Unfälle verboten wurden und Böhm auf Solomaschinen wechselte.
Nach dem Zweiten Weltkrieg, als Seitenwagenrennen wieder erlaubt waren, fuhr Böhm zunächst Sandbahnrennen. Zusammen mit Beifahrer Karl Fuchs wurde er auf NSU zweimal Deutscher Meister auf der Straße, und zwar 1947 sowohl in der Klasse bis 600 cm³ als auch bis 1200 cm³ und 1948 bis 600 cm³. Als NSU ab 1952 nur noch in den Soloklassen (125 cm³ und 250 cm³) antrat, wechselten Böhm/Fuchs auf Norton und wurden Zweite in der Deutschen Meisterschaft.
Im Oktober 1951 stellte Böhm auf einem NSU-Gespann mit Kompressormotor (500 cm³) auf einem häufig für Rekordfahrten genutzten Teilstück der A 9 München–Ingolstadt mit 248 km/h über einen Kilometer mit fliegendem Start einen Weltrekord für Seitenwagengespanne auf. Bei dieser und anderen seiner Rekordfahrten war der Seitenwagen nicht mit einem Beifahrer besetzt, sondern mit Bleiplatten beschwert.
Hermann Böhm beendete seine Rennfahrerlaufbahn am Ende der Saison 1952. Für seine Verdienste um den Motorsport wurde er mit dem „Silbernen Lorbeerblatt“ ausgezeichnet. Er starb am 22. Februar 1983 in seiner Heimatstadt Nürnberg. Die Hermann-Böhm-Straße im Stadtbezirk Nürnberg-Dutzendteich ebenso wie die Hermann-Böhm-Straße in Hockenheim wurden nach ihm benannt.

## Statistik

### Erfolge
- 1934 – Deutscher 600-cm³-Gespann-Meister auf NSU (als Beifahrer von Hans Schumann)
- 1935 – Deutscher 600-cm³-Gespann-Meister auf NSU (als Beifahrer von Hans Schumann)
- 1947 – Deutscher 350-cm³-Gespann-Meister auf NSU (mit Beifahrer Karl Fuchs)
- 1948 – Deutscher 350-cm³-Gespann-Meister auf NSU (mit Beifahrer Karl Fuchs)
- 1950 – Deutscher 350-cm³-Gespann-Meister auf NSU (mit Beifahrer Karl Fuchs)

### Rennsiege
| Jahr | Klasse             | Maschine | Beifahrer  | Rennen                       | Strecke             |
| ---- | ------------------ | -------- | ---------- | ---------------------------- | ------------------- |
| 1937 | Gespanne (600 cm³) | NSU      | Karl Fuchs | Rund um Schotten             | Schottenring        |
| 1948 | Gespanne (600 cm³) | NSU      | Bauer      | Rund um Schotten             | Schottenring        |
| 1949 | Gespanne (600 cm³) | NSU      | Karl Fuchs | Großer Preis von Deutschland | Grenzlandring       |
| 1950 | Gespanne (600 cm³) | NSU      | Karl Fuchs | Eilenriederennen             | Eilenriede          |
| 1950 | Gespanne (600 cm³) | NSU      | Karl Fuchs | Dieburger Dreiecksrennen     | Dieburger Dreieck   |
| 1950 | Gespanne (600 cm³) | NSU      | Karl Fuchs | Großer Preis von Deutschland | Solitude            |
| 1950 | Gespanne (600 cm³) | NSU      | Karl Fuchs | Hamburger Stadtparkrennen    | Hamburger Stadtpark |
| 1952 | Gespanne (500 cm³) | NSU      | Karl Fuchs | Dieburger Dreiecksrennen     | Dieburger Dreieck   |

## Verweise